# Liste des commanderies templières en Basse-Autriche
Cette liste recense les commanderies et maisons de l'ordre du Temple qui ont existé dans les lands de Basse-Autriche et de Vienne (liste non exhaustive).

Land de Basse-Autriche et de Vienne en Autriche (nord-est)

## Faits marquants et histoire

Armoiries des comtes de Habsbourg

Les templiers ne semblent s'implanter dans cette région qu'à la fin du XIIIe siècle. Aucun document antérieur à 1298 n'ayant pour l'instant été retrouvé. Il s'agissait alors d'une partie du duché d'Autriche pendant le règne d'Albert Ier du Saint-Empire.

Aucune commanderie ne semble avérée dans le land de la Basse-Autriche mais ils possédaient des biens dans certaines localités. Leur volonté de s'implanter dans ce duché date de 1292 lorsqu'ils décidèrent de constituer une baillie confiée à un précepteur et qui regroupait les commanderies de Bohême, de Moravie et d'Autriche. Cette baillie faisait partie de la province d'Allemagne avec pour chef-lieu la commanderie de Scheikwitz en Moravie.

## Liste des biens
Cette liste recense les biens pour lesquels il existe des preuves historiques (chartes, pièces du procès...). On trouve mentionné dans certains ouvrages d'autres lieux mais ceux-ci sont plus le fruit de supputations que de publications scientifiques reconnues.
| Maison (« domus militiae templi ») | Ville actuelle (ou à proximité) | Fondation (1re donation) | Reprise |
| ---------------------------------- | ------------------------------- | ------------------------ | ------- |
| Fischamend                         | Fischamend                      | ? (1298)                 | ?       |
| Rauchenwart                        | Rauchenwarth                    | ? (1298)                 | ?       |
| Schwechat                          | Schwechat                       | ? (1298)                 | ?       |
| Vienne                             | Vienne                          | ? (1302)                 | ?       |

| Localisation en Basse-Autriche (Liens vers les articles correspondants)                              |
| --- |
| \| Bavière Moravie Vénétie Frioul Trentin Haut-Adige Vénétie Fisch. Rauchenwarth Schwechat Vienne \| |
| Bavière Moravie Vénétie Frioul Trentin Haut-Adige Vénétie Fisch. Rauchenwarth Schwechat Vienne       |

## Sources